# 로옴
로옴 주식회사(일본어: ローム株式会社)는 일본 교토시 우쿄구에 있는 전자부품 제조기업이다. 창립자 및 사장은 사토 켄이치로우이다.

## 개요

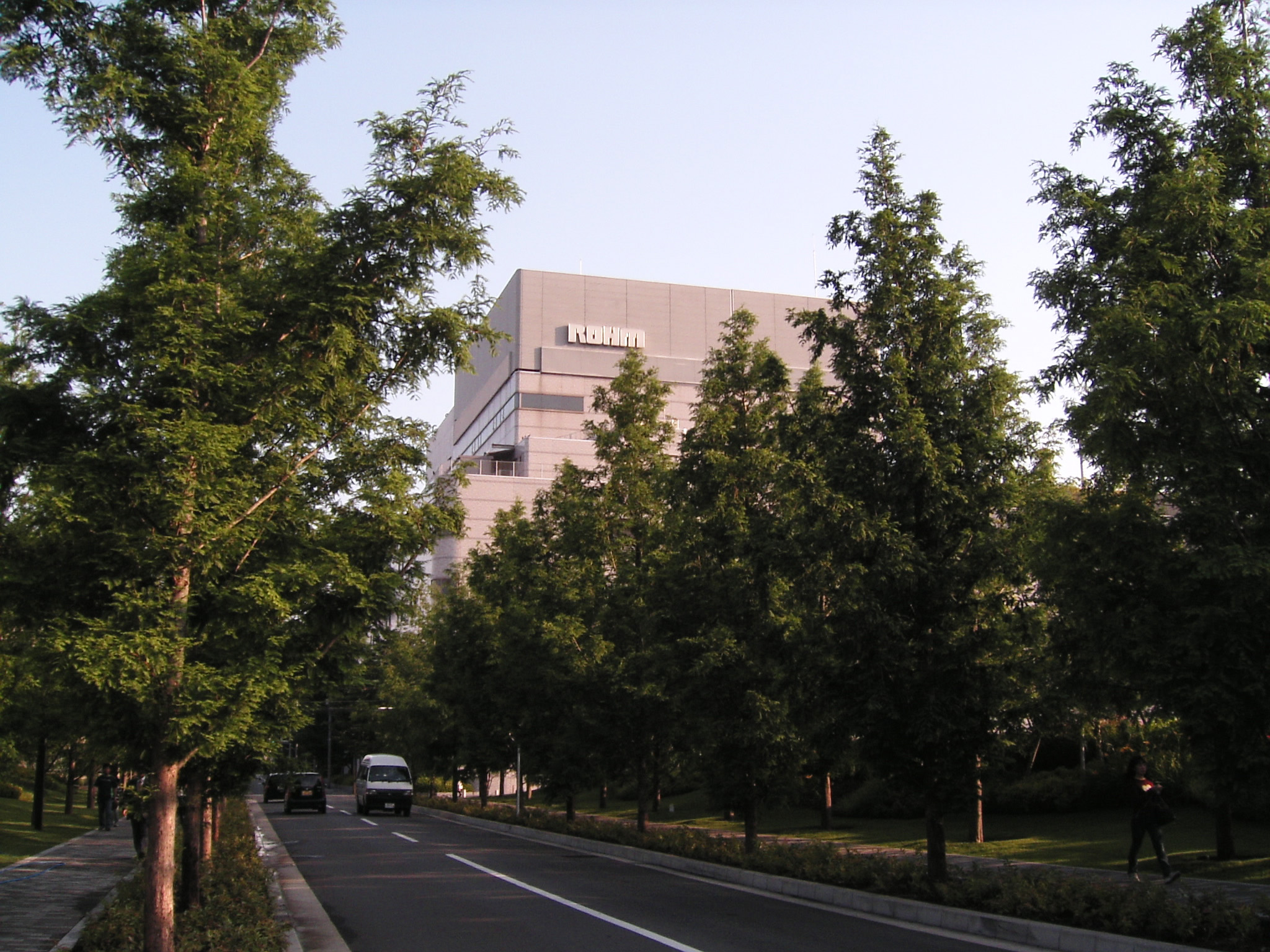
로옴 본사

대표이사인 사토 겐이치로가 리츠메이칸 대학 재학할 당시에 고안한 탄소피막 저항의 특허를 바탕으로 창업하였다. 회사명의 로옴 (ROHM, R: 전기저항, Ohm: 저항을 나타내는 단위)은 여기서 유래된다. 그 후에, 대규모 집적회로의 제조를 직접 다루기 시작하여, 현재는 여러 가지 기능을 고객의 요청에 따라서 LSI위에 집적하는 커스텀 LSI가 주력 제품이다. 도쿄 증권거래소에서 로옴 사의 주가는 항상 고액을 유지하고 있으며, 기술자보다 투자자 사이에서 유명한 기업이다. 일본의 커스텀 LSI 시장을 석권한 기업이지만, 로고를 제품에 표시하지 않고, (기술자 사이에서는 제품번호가 BD, BU, BH로 시작하는 LSI는 로옴 사의 제품으로 알려져 있다) 고객에게 어필하는 광고를 대부분 하고 있지 않기 때문에, 본사가 있는 교토를 제외하면 거의 알려져 있지 않는 기업이다. 다만 가격경쟁력에 의하여 시장을 시장을 리드하는 부분이 있기 때문에, 기술력 자체는 다른 회사보다 높다고 말할 수 없다. 요즘은 바이오관련 시장에도 진출하려고 하고 있다. 로옴 사의 사장인 사토는 같은 교토에 본사가 있는 닌텐도의 전사장인 야마우치 히로시와 개인적으로 깊은 관계를 가지고 있다.
최근에는 비와호 매일 마라톤이나 히로시마 남자역전 마라톤의 스폰서를 지원하면서, 회사이름의 인지도가 높아졌다.
영업사원을 제외하고 교토 본사사원은 머스타드 컬러 상위를 입고, 그 외에 연구소에서는 금색과 짙은 감색의 줄무늬 모양의 넥타이를 착용하고 있다.

## 지점
로옴 사는 토카이도, 산요 신칸센 연선의 주요 도시역 앞에, 거의 비슷한 모양의 건물에서 출점한 경위가 있다. 토카이도 신칸센을 타고 있으면, 교토역, 신요코하마역, 도쿄역 앞에 차창으로 로옴 사의 건물이 보인다.

## 기타

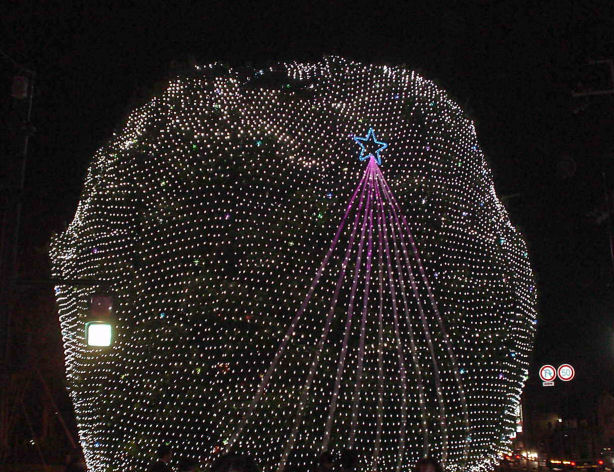
연말 장식

매년, 크리스마스 이전에 회사앞의 가로수에 전구나 제품의 발광 다이오드를 사용한 전광장식이 펼쳐져서 이 지방이 관광, 데이트 장소가 되었지만, 행사중의 도로정체는 지독하다.
또한 최근 실적이 좋아져서 본사주변의 토지를 사 모아서, 부지를 확대하고 있는 것으로 유명하다.
1996년에 일본열도를 시끄럽게한 대장균 O157:H7소동이 발생할때, 사원식당에서 0157에 감염된 사원이 사망하게 되었지만, 로옴 사는 감염사실을 좀처럼 인정하지 않아서 매스컴에 공격대상이 된 쓰라린 경험이 있다. 그렇기 때문에 현재는 장마철만 되면 사원전원에게 거품비누와 주방알콜을 나눠주고, 식중독 방지에 노력하고 있다.
로옴 사는 건강면을 배려하여, 회사 전체에 금연제도를 실시하고 있다. 그렇기 때문에, 흡연자는 입사할때부터 금연을 하도록 유도된다. 실제로는 대다수의 사원이 금연에 성공하지 못하여, 가까운 흡연장소에서 흡연을 하고 있다.